# Facultatea de Drept din Paris
Facultatea de Drept din Paris a fost înființată în secolul XII, cu denumirea de „Facultatea  decretului” fiind una din cele patru facultăți ale Universității din Paris. Transformată în 1679 în „Facultatea de drept civil și canonic”, este închisă în 1793 în timpul Revoluției franceze. Reînființată în 1802 cu denumirea „Școala de drept de Paris”,  devine în 1808 „Noua facultate de drept din Paris”. Din 1896 până în 1970, este incorporată în Universitatea din Paris: Ulterior, în 1970, facultatea este divizată între noile universități Paris-I, Paris-II, Paris-IX, Paris-X, Paris-XII și Paris-XIII.
În 1771, a fost construită în piața Panteonului din Paris o clădire a facultății. În prezent clădirea este utilizată de Universitatea Paris I și Universitatea Paris II.
1. ↑  base Mérimée